# Enzara
Enzara ou Emzara é uma personagem do Livro dos Jubileus considerada como a esposa do patriarca bíblico Noé, mãe de Sem, Cam e Jafé,  a qual teria sobrevivido junto com toda a família às águas do Dilúvio.
Enzara foi uma filha de Rake'el, sendo filha do irmão de Noé; no Livro dos Jubileus, vários patriarcas casaram-se com filhas de seus irmãos. Noé e, provavelmente, seu irmão eram filhos de Lameque e Betenos, filha de Baraki'il, irmão de Lameque.
No livro de Gênesis não há nenhuma menção ao nome da esposa de Noé.
Há várias outras tradições não bíblicas sobre o nome da esposa de Noé, em uma destas versões ela é chamada de Noéma ou Naamá (Na'amah - cheia de beleza). E há quem a identifique como proveniente da descendência de Caim, sendo irmã de Tubalcaim que era filho de Lameque.